# Nebuankhra
Nebuankhra (fl. XVII-XVI secolo a.C.) è stato un sovrano egizio inserito nella XVI dinastia.
Come per tutti gli altri sovrani inseriti in questa dinastia l'unico supporto alla conferma della loro esistenza viene dai reperti archeologici, principalmente scarabei e sigilli a rullo.
Proprio la mancanza di qualsiasi citazione nelle principali liste reali impedisce ogni tentativo di ordinamento cronologico di questi sovrani che furono, con molto probabilità, governanti locali soggetti a relazioni di vassallaggio nei confronti dei regnanti della XV dinastia (grandi hyksos)
| N5 | S12 | S34 | n · Aa1 |

| N5 | S12 | S34 | n · Aa1 |

| N5 | S12 | S34 | n · Aa1 |

| N5 | S12 | S34 | n · Aa1 |

nbw  ˁnḫ rˁ - Nebuankhra
 Ra d'oro vivente
Il nome di questo sovrano è stato rinvenuto su uno scarabeo.

## Cronologia
| Periodo                    | Dinastia | periodo di regno                           |
| Secondo periodo intermedio | XVI      | tra il 1620 a.C. e il 1540 a.C.(± 50 anni) |

| predecessore (ordine alfabetico): Nebmaatra |  | successore (ordine alfabetico): Nebuserra |

| Dinastie contemporanee | Capitale |
| XV                     | Avaris   |
| XVII                   | Tebe     |